# Haxim ibne Abde Manafe
Haxim ibne Abde Manafe (em árabe: هاشم ٱبن عبد مناف; romaniz.: Hāshim ibn 'Abd Manāf; fl. segunda metade do século V), nascido Anre, foi o bisavô do profeta islâmico Maomé e o progenitor do clã governante Banu Haxim dos coraixitas de Meca. Era filho de Abde Manafe ibne Cuçai e irmão mais novo do caravaneiro Abde Xamece. Pelas constantes ausências de seu irmão de Meca devido à sua profissão, foi responsável por alimentar (rifada) e dar água (sicaia) aos peregrinos que iam visitar a Caaba. Segundo o historiador ibne Ixaque, ele próprio sem total certeza da veracidade dos fatos, Haxim foi o primeiro a instituir as duas jornadas de caravanas dos coraixitas, no verão e no inverno, e o primeiro a fornecer tharid. Teria sido pela forma como ele fornecia pão ao povo de Meca, continua o historiador, que recebeu o nome de Haxim ("pedaços de pão"). Haxim morreu em Gaza, na Palestina, quando estava em viagem comercial. Foi sucedido por seu filho Abedal Motalibe na função de alimentar e dar água aos peregrinos.